# Giuseppe De Dominicis (poeta)
(Si sentiva un profumo di polpette / che ti buttava veramente a terra!...)»
(da Canti de l'auṭra vita, in Poesie, a c. di A. CHIRIZZI, soc. an. Tipografia di Matino, s.d.)
Giuseppe De Dominicis (Cavallino, 11 settembre 1869 – 15 maggio 1905) è stato un poeta italiano, tra i maggiori lirici in dialetto salentino.

## Biografia e opere
Originario di Cavallino, in provincia di Lecce, era conosciuto con lo pseudonimo di "Capitano Black". Da giovane poeta emergente fu presentato e recensito anche dal duca Sigismondo Castromediano, suo compaesano. Nella sua breve esistenza fu autore di poesie ancora oggi apprezzate per la vivacità vernacolare incentrata sui temi della vita quotidiana. 
Nell'opera Canti de l'autra vita (1900), presto divenuta molto popolare a Lecce e dintorni, espresse una satira pungente e semanticamente brillante impiegando quartine di ispirazione dantesca.
Compose, tra l'altro, Martiri de Otràntu (1902), poema epico dedicato ai caduti della battaglia di Otranto del 1482 e poi ripreso, in chiave diversa, da Nicola De Donno, Maria Corti e Carmelo Bene. Tradusse anche poesie di autori stranieri del XIX secolo.
Tra gli altri scritti in vernacolo sono da ricordare le pubblicazioni Scrasce e gesurmini (1892); Nfiernu (1893), L'amore de na vergine (1900); Spudhiculature (1903) e la commedia La scola te lu sire (1901).
Morì che non aveva ancora compiuto 36 anni.

## Citazioni
(da Sciati ..., in "Gesurmini", Le poesie del capitano Black, Congedo Editore, Lecce 1976)